# アシェル族
アシェル族（アシェルぞく、英語：Tribe of Asher、ヘブライ語：אָשֵׁר （Asher））はイスラエルの12部族の一つであり、イスラエル王国の分裂後は北イスラエル王国に属した。新約聖書では「アスェル」と呼ばれる。ヤコブとジルパの間の息子アシェル(Asher)を祖としている。

## 歴史
アシェル族はイムナ族、イシュビ族、ベリア族、ヘベル族、マルキエル族から構成されていた。
約束の地での相続地は、ガリラヤ山地の西斜面から西に向かって地中海に達し、南はカルメル山頂から北はツロとシドンの付近にまで及ぶ平地であった。東はゼブルン族とナフタリ族の相続地、南はマナセ族の相続地と境を接していた。アシェル族の相続地からゲルショム族のレビ人に4つの町とその放牧地が与えられた。
アシェル族は地中海沿岸の諸都市の大部分からカナン人を追い払うことができなかった。士師時代に、アシェル族はデボラを助けなかったが、ギデオンの陣営には加わった。また、ダビデのために従軍の兵士を送り、ソロモンの治世には12行政区の1区になっていた。
古代イスラエル王国分裂後は、北イスラエル王国に所属した。北イスラエル王国が滅亡した後は、南ユダ王国ヒゼキヤ王の治世にエルサレム神殿で行われた過越祭に、アシェル族の代表が参加した。
新約時代には、幼子イエスに会った女預言者アンナは、アセル族（アシェル族）の出身であると紹介されている。
黙示録7章においても、終末に救われる、イスラエル部族の一つとしてあげられている。